# Atlantisch orkaanseizoen 1620-1639
Hoewel data niet voor iedere voorgekomen storm beschikbaar is uit het Atlantisch orkaanseizoen 1620-1639, waren sommige delen van de kustlijn bevolkt genoeg om betrouwbare gegevens te verzamelen over de waargenomen orkanen. Elk seizoen was een jaarlijkse cyclus van tropische cycloon-formaties in de Atlantisch stroomgebied. De meest tropische cycloonformaties vonden plaats tussen 1 juni en 30 november.

## Stormen
| Jaar | Locatie                    | Datum        | Dodental | Schade/Opmerkingen                                        |
| ---- | -------------------------- | ------------ | -------- | --------------------------------------------------------- |
| 1622 | Bahama's, Florida Keys     | 5 september  | 1090     | 2 Spaanse schepen verloren                                |
| 1623 | Cuba                       | september    | 150-250  | onbekend                                                  |
| 1626 | Puerto Rico                | 15 september | 38       | onbekend                                                  |
| 1631 | Golf van Mexico            | 21 oktober   | 300      | onbekend                                                  |
| 1634 | Cuba                       | 5 oktober    | 40       | onbekend                                                  |
| 1635 | New England                | 24 augustus  | 46+      | Grote koloniale orkaan van 1635                           |
| 1638 | Saint Kitts                | 5 augustus   | onbekend | Peter Minuit stierf op de terugweg naar Stockholm, Zweden |
| 1638 | ten zuiden van Puerto Rico | oktober      | onbekend | 2 Britse schepen verloren, 2 overlevenden                 |